# Say Hello 2 Heaven
«Say Hello 2 Heaven» es una canción de la banda estadounidense de grunge Temple of the Dog. Escrita por el cantante Chris Cornell, "Say Hello 2 Heaven" fue lanzada en 1991 como el segundo sencillo del único álbum de estudio, Temple of the Dog (1991). La canción llegó al número cinco en el Billboard Mainstream Rock Tracks.
Cornell escribió "Say Hello 2 Heaven" como tributo a su compañero de piso, vocalista de Mother Love Bone Andrew Wood, quien había muerto recientemente por una sobredosis de heroína.

## Lanzamiento y recepción
"Say Hello 2 Heaven" llegó al número cinco en el Billboard Mainstream Rock Tracks chart. Fuera de Estados Unidos, el sencillo fue lanzado comercialmente en Alemania y el Reino Unido. David Browne de Entertainment Weekly llamó a la canción "una verdadera balada alternativa."

## Interpretaciones en vivo
"Say Hello 2 Heaven" fue interpretada por primera vez en vivo el 13 de noviembre de 1990 en Seattle, Washington en el Off Ramp Café. Chris Cornell agregó "Say Hello 2 Heaven" a sus interpretaciones en vivo en 2007.
Fue interpretada junto con otros temas el 3 de septiembre de 2011 durante una reunión de Temple Of The Dog en el tour PJ20, ahí Cornell le dedicó la canción a Andy antes de empezar el tema.

## Letra
Please, mother mercy 

Take me from this place 

And the long winded curses 

I keep hearing in my head 

Words never listen 

And teachers never learn 

Now I'm warm from the candle 

But I feel too cold to burn 

He came from an island 
 
And he died from the street 

He hurt so bad like a soul breaking 
 
But he never said nothing to me 

So say hello to heaven 

say hello to heaven 

say hello to heaven 

say hello to heaven 

New like a baby 

Lost like a prayer 

The sky was your playground 

But the cold ground was your bed 

Poor stargazer 

She's got no tears in her eyes 

Smooth like whisper 

She knows that love heals all wounds with time 

Now it seems like too much love 

Is never enough, you better seek out 

Another road 'cause this one has 

Ended abrupt, 

say hello to heaven 

say hello to heaven 

say hello to heaven 

hello to heaven 

say hello to heaven 

hello to heaven 

I never wanted 

To write these words down for you 

With the pages of phrases 

Of things we'll never do 

So I blow out the candle, and 

I put you to bed 

Since you can't say to me 

Now how the dogs broke your bone 

There's just one thing left to be said 

Say hello to heaven 

to heaven 

Say hello to heaven 

to heaven 

Say hello to heaven 

to heaven 

Say hello to heaven 

to heaven 

YEAH, YEAH, YEAH!!! 

## Lista de canciones
Todas las canciones escritas por Chris Cornell.
7" Vinyl (Alemania)
1. «Say Hello 2 Heaven»  – 6:22
2. «Wooden Jesus»  – 4:09

CD (Alemania y Reino Unido)
1. «Say Hello 2 Heaven» (editado) - 4:25
2. «Say Hello 2 Heaven»  – 6:22
3. «Wooden Jesus»  – 4:09

Promocional CD (Estados Unidos)
1. «Say Hello 2 Heaven» (editado) - 4:25
2. «Say Hello 2 Heaven»  – 6:22

## Posición en listas
| Lista (1993)                            | Posición |
| --------------------------------------- | -------- |
| Estados Unidos (Mainstream Rock Tracks) | 5        |